# 烽上王
烽上王（ほうじょうおう、生年不詳 - 300年）は、高句麗の第14代の王（在位:292年 - 300年）。姓は高、諱は相夫、あるいは歃矢婁ともいい、雉葛王とも記される。先代の西川王の子であり、年次は不明であるが太子に立てられており、292年に先王が死去し、太子として王位に就いた。

## 治世
293年8月に鮮卑の慕容廆の侵攻を受け、危うく捕らえられそうになった。このとき、新城の長官の北部（高句麗の五部のひとつ）の小兄の高奴子が五百騎を率いて王を迎え奮戦し、慕容廆の軍は敗退した。この功績を認め、高奴子には大兄の官位を加え、鵠林の地を食邑として賜った。慕容廆は296年8月に再び侵攻してきて、故国原に至って西川王の墓をあばかせた。墓をあばいた者の中から突然死ぬ者が出たことなどで、怪異を恐れて慕容廆の軍は退却した。度重なる鮮卑の侵入を防ぐためにこの後、烽上王は高奴子を新城太守に登用したところ、善政を敷いて威勢を広めたため、鮮卑は侵攻してこなくなった。
度々の鮮卑の侵入に対しては能力のあるものを登用して防衛に成功してもいるが、即位の直後（292年3月）から、先王の時代に粛慎の侵攻を退けた安国君達賈（西川王の弟）の人望を懼れて謀殺したり、自らの弟の咄固に叛意ありと決め付けて死を賜わり、その子の乙弗（後の美川王）を捜し求めて殺そうとするなど、暴虐的性格の持ち主でもあった。また、天災が続いて国民が餓え苦しんでいるのも構わずに、宮殿の増築・修復のための国民を使役した。国相の倉助利らは強く諫言したが、烽上王は「王たるものが富貴を楽しまなくてどうするか。国相のお前は、民のために死ぬことを望んでいるのか」と開き直ったという。倉助利は害せられることを恐れ、群臣とともに烽上王を廃し、下野した乙弗を招いて王位につけることを謀った。このため、烽上王は死を免れないと知って300年8月に自ら縊死し、二人の王子もまた自殺した。死後、烽山の原に葬られ、烽上王と諡された。